# Zermatt
Zermatt (franciául: Praborgne) egy alpesi megyei jogú város, Wallis kanton német nyelvterületén, Svájc déli határvidékén.
A Matterhorn északi lábánál helyezkedik el a Wallis-Alpokban, mindössze 10 km-re az olasz határtól.
Zermatt állandó lakossága körülbelül 5800 főre tehető, azonban a relatív lakosság száma folyamatosan változik a turistaidénytől függően.
A település az északi irányú Mattertal völgyben található 1620 m tengerszint feletti magasságban. A völgy egyik végéről zárt, melynek következtében – bár közel van az olasz határhoz – autóval nem átjárható, hiszen keresztezi egy gleccser, mely 3000 m magasra nyúlik az Alpok csúcsai felé.
Zermatt a kiindulópontja a Patrouille des Glaciers és a Haute Route hegymászó gyalogtúráknak.

## Turizmus
Zermatt hegymászó- és síparadicsomként közismert.
A 19. század közepéig a település túlnyomórészt mezőgazdaságból élt – mind a város, mind pedig a Matterhorn neve egyes vélemények szerint az alpesi legelő vagy matten (a völgyben) szavakból ered. A német nyelvben a város nevének jelentése Zur Matte, azaz a völgyben.
A város „felfedezése” 19. századi brit hegymászók nevéhez köthető, mind közül a leghíresebb Edward Whymper volt, aki a Matterhorn megmászásával világhírűvé tette Zermattot. A város több kisebb közösségből áll, melyek közül a legnagyobb rendszeresen nyári utcai "bulikat" szervez, amikor éttermek, kocsmák, üzletek szolgáltatják ingyen az ételt, italt a közösségi rendezvényen. Ilyen neves rendezvény az augusztus végén megrendezésre kerülő Steinmatte, vagy a kétévente szeptemberbern megrendezett Winkelmatten. Winkelmatten valaha egy különálló falucska volt, azonban Zermatt terjeszkedésével az évek során a város részévé vált.
A város több neves gyalogtúra kiindulópontja, ilyen például a Haute Route, amely a franciaországi Chamonix-Mont-Blanc városig tart. Drótkötélpályás felvonók, és síliftek szállítják a télen a síelőket, valamint nyáron a gyalogtúrázókat a csúcsok felé, melyek közül a legmagasabb a 3883 m magas Kis-Matterhornra (Klein Matterhorn) vezet. A Kis-Matterhorn egy páratlan kilátást nyújtó csúcs a Matterhorn és Breithorn közötti hegygerincen.
Olaszországba a Cervinia-felvonóval lehet átkelni. A látványos Gornergratbahn fogaskerekű vasút (Európa legmagasabban fekvő vasútja) a Gornergrat 3089 m magas csúcsára visz fel. Szintén Zermatt a nyugati végállomása a Gleccser Expressznek (Glacier-Express), mely St. Moritz város felé biztosít közvetlen összeköttetést a Matterhorn Gotthard Bahn keskeny nyomtávú vasútvonal révén.

## Közlekedés
A levegőszennyezés (amely eltakarhatná Zermatt páratlan kilátását a Matterhorn csúcsára) megakadályozása érdekében a helyiek - kilenc másik városhoz hasonlóan - népszavazáson döntöttek róla, hogy a városban megtiltják a belső égésű motorral hajtott járművekkel történő közlekedést. Helyettük az elektromos meghajtású járművek használhatók. (A szerkezetük többnyire a szabványos golfkocsi alvázra épített változatos felépítmény.) A kantoni rendőrség hatáskörébe tartozik az olyan engedélyek kiállítása, amellyel a helyi lakosok járműveikkel közlekedhetnek és parkolhatnak az északi külvárosban. A készenléti egységek megkülönböztető jelzést használó járművei (mentők, rendőrség, tűzoltók stb.), illetve néhány közszolgáltatást végző társaság (szemétszállítók, autóbuszok) használhatnak robbanómotoros járműveket.
A legtöbb látogató fogaskerekű vasúton vagy taxival közelítheti meg a várost a közeli Tasch felől. Ugyancsak Zermattból indulnak tovább a vonatok a völgy lejjebb fekvő települései, Visp és Brig felé, amelyek már a svájci vasúti fővonal mentén helyezkednek el.
A látogatók eljuttatása érdekében a pályaudvartól (vagy külvárosi taximegállóktól) a hotelek épületeiig a szállodák elektromos minibuszokat biztosítanak. Ilyen például a – Zermatt négy nagy családja által üzemeltetett – elektromos taxi, valamint az elektromos buszok, amelyek két útvonalat járnak be: az egyik a szállodaövezettől a jelentősebb sífelvonókig szállít utasokat, a másik pedig a külvárosi Winkelmattenbe közlekedik. Ezen kívül lovaskocsik is találhatók a városban, amelyek egy része a szállodák szolgálatában áll, a többi pedig bérelhető. A város rendelkezik egy helikopter állomással (ICAO kód: LSEZ) az Air Zermatt üzemeltetésében. Ez részben személyszállítást biztosít, illetve a helyi légimentő szolgálat bázisa.
2007-ben létrehoztak egy projektcsapatot, melynek a helyi közlekedés kiértékelése és annak fejlesztése volt a feladata (a helyi elektromos buszrendszer kapacitása szűknek bizonyul az igényekhez képest). A tanulmány eredményét 2007 decemberében a helyi újság (Zermatt Inside) oldalain tették közzé. A projektcsapat által javasolt opciók között volt többek között mozgójárda, több elektromos busz, metró, sikló stb.

## Síelés
Zermatt világszerte ismert a síterepeiről, és mind közül talán az egyik leghíresebb Triftji, a szabadstílusú síelők kedvence, hiszen terepviszonyai révén kiválóan alkalmas a buckasíelésre, vagy a paralel síelésre. A nagy tengerszint feletti magasság miatt a terep síelésre egészen kora nyárig alkalmas. A Zermatt síterep négy részre oszlik: Sunnegga, Gornergrat, Klein Matterhorn, és Schwarzsee. Ezen kívül összeköttetés van olasz síterepekkel is, így Cerviniával és Valtournenche-sal. Az érdeklődők tájékozódhatnak a csúszás előtt a zermatti sítérképen.
2008-ban Zermatt rendezte az Infinity Downhill (Végtelen lesiklás) versenyt. A játék 2008. december 13 és 14-én zajlott, a Matterhorn Glacier Paradise (3800 m) volt a kiindulópont és Zermatt város volt a végcél. A versenyterep 20 km hosszú volt és 2200 m szintkülönbségű a starttól a célig.
Sunnegga
A Sunnega síparadicsom siklóval (Sunnegáig), és drótkötélpályás felvonóval közelíthető meg további két megálló a Blauherd és a végállomás, a Rothorn, 3103 m. A terület földrajzi adottsága lehetővé teszi, hogy Rothorn mindig napfényes legyen, még akkor is, amikor Zermatt ködbe burkolózik. Blauherdtől sílift (gondola) viszi le a síelőket Gantba, onnan pedig felvonó Hohtalliba. Ez a felvonó és az újabb négy-üléses sílift biztosítja az összeköttetést Sunnegga és Gornergrat síterepek között. Kevésbé meredek lejtőivel Sunnegga terepeit használják leginkább síoktatásra.
Gornergrat
Gornergratra vasúton lehet feljutni (Gornergratbahn) 29 perc alatt. A csúcs 3089 m tengerszint feletti magasságon van, és a vonat áthalad Riffelalp, Rotenboden és Riffelberg állomásokon. A csúcson található éttermet és szállodát a közelmúltban felújították és helyet kapott benne egy kisebb üzletközpont is.
Drótkötélpályás felvonó vezet Hohtalliból a Rote Nase tetőig ( 3247 m). Ezen az utolsó emelkedőn szabad síterep található, azonban időnként megbízhatatlan, mert a hegyoldal vastag hóréteget igényel a síeléshez. A felvonók rendszerint a szezon kezdetekor nyitnak (december eleje) és április közepéig üzemelnek, a hóviszonyoktól függően. 2008-ban a felújított T-horgos („csákányos”) felvonórendszer újra megközelíthetővé tette a Stockhorn tetőt.
A régi Hothalli és Gornergrat közötti felvonó jelenleg zárva tart, helyettesítő felvonót nem terveznek.
Klein Matterhorn / Schwarzsee
Zermatt déli szélétől a Matterhorn Expressz kabinos felvonó szállítja az utasokat Furiba, ahol átszállási lehetőség van Schwarzsee felé (jobbra, a másik drótkötélpályás felvonóval), Klein Matterhorn felé (közben a felvonó áthalad Trockener Steg megállón), és végül egy 2006-ban nyílt felvonó összeköti Furit Riffelberggel (a Gornergrat hegyen).
A Theodulpass csúcsról induló Testa Grigia kabinos felvonó közvetlen elérést biztosít az olaszországi Cervinia és Valtournenche síparadicsomai felé. Svájci oldalról csak sílifttel közelíthető meg, azonban az olasz oldalon a síelők választhatnak nyitott (üléses), vagy – sok személy szállítására alkalmas – kabinos felvonók közül. Itt határőr irodák, valamint egy alpesi múzeum is található.
Zermattot úgy hirdetik, mint egész évben nyitva tartó síterület, bár nyáron a síelésre alkalmas terep a Klein Matterhorn mögötti Theodulgletscher hegyoldalra korlátozódik. Tény, hogy szezonon kívül – májusban és júniusban – csak egy-két sípálya tart nyitva, míg az a fő síterep (Theodulgletscher) egészen júliusig zárva van.
A 2003. október 25. óta üzemelő Furggstattel hatszemélyes sífelvonó tizennyolc tartóoszlopából tizenkettő közvetlenül a Theodulgletscher jegén áll – ilyen Svájcban készült először a világon. Ez az egyik azon kevés felvonók közül, melyek pályájukkal országhatárt lépnek át, jelesül Svájc és Olaszország határát.

## A felvonórendszert érintő fejlesztések
- 2009: Matterhorn Express kabinos felvonó pályájának meghosszabbítása Schwarzsee és Trockener Steg között
- 2010: Garten (Fugg) nyitott felvonó felújítása
- 2011: kabinos felvonó átadása Testa Grigia és Klein Matterhorn között

## Zermatt nevezetes lakói
Anni-Frid Lyngstad, az ABBA együttes énekesnője az 1980-as évek vége óta él itt.

## Fordítás
- Ez a szócikk részben vagy egészben  a   Zermatt című angol nyelvű Wikipédia-szócikk fordításán alapul.  Az eredeti cikk szerkesztőit annak laptörténete sorolja fel. Ez a jelzés csupán a megfogalmazás eredetét és a szerzői jogokat jelzi, nem szolgál a cikkben szereplő információk forrásmegjelöléseként.